# Final da Taça dos Clubes Campeões Europeus de 1978–79
A Final da Taça dos Clubes Campeões Europeus de 1978-79 foi um futebol de futebol realizada no Olympiastadion, em Munique, em 30 de Maio de 1979 (o local foi decidido em Berna pela UEFA).
O Nottingham Forest da Inglaterra derrotou o Malmö FF da Suécia por 1-0. A vitória representou a terceira vitória consecutiva de um time inglês na Liga dos Campeões depois de dois títulos do Liverpool em 1977 e 1978.

## Antes da Final
A competição havia proporcionado grandes histórias e havia lançado uma final que ninguém poderia prever quando o campeonato começou em agosto. 
Infelizmente, com três dos seus melhores jogadores - o meio de campo Bo Larsson, o defensor Roy Andersson e o capitão Staffan Tapper -, já fora do jogo devido a lesões  o Malmö FF recorreu ao as mesmas táticas defensivas que o time belga Brugge usou em Wembley na final anterior. 
Como nenhum dos finalistas era um dos principais clubes da Europa, o Olympiastadion estava longe de estar lotado e o jogo em si era uma espécie de anti-clímax. 
Houve, no entanto, uma memorável história ainda a ser contada. Em fevereiro, Brian Clough escolheu gastar o dinheiro que o Forest havia ganho com o título da liga em 1978 em um atacante do Birmingham City. Clough transformou Trevor Francis no primeiro jogador de £1 milhão da Grã-Bretanha mas as regras da UEFA estipularam que ele não poderia jogar em competições europeias por mais três meses, portanto, o primeiro jogo que Francis era elegível foi a final e com Martin O'Neill lesionado e Archie Gemmill não selecionado por Clough, Francis foi escolhido para jogar o seu primeiro jogo europeu.

## Caminho para a final
| Nottingham Forest | Nottingham Forest | Nottingham Forest     | Fase             | Malmö FF       | Malmö FF | Malmö FF              |
| ----------------- | ----------------- | --------------------- | ---------------- | -------------- | -------- | --------------------- |
| Oponente          | Total             | Ida e Volta           |                  | Oponente       | Total    | Ida e Volta           |
| Liverpool         | 2–0               | 2–0 em casa; 0–0 Fora | Primeira fase    | AS Monaco      | 1–0      | 0–0 em casa; 1–0 fora |
| AEK Athens        | 7–2               | 5–1 em casa; 2–1 fora | Segunda fase     | Dynamo Kiev    | 2–0      | 2–0 e casa; 0–0 fora  |
| Grasshopper       | 5–2               | 4–1 em casa; 1–1 fora | Quartas de final | Wisła Kraków   | 5–3      | 4–1 em casa; 1–2 fora |
| Köln              | 4–3               | 3–3 em casa; 1–0 Fora | Semifinal        | Austria Vienna | 1–0      | 1–0 Em casa; 0–0 fora |

## Resumo do jogo
Com o Malmö FF sentar na defesa, o jogo era apenas sobre se o Forest poderia fazer o gol. Apesar da pressão constante, o time inglês ainda não havia marcado no primeiro tempo, mas John Robertson, que era um dos jogadores mais temidos do futebol europeu, venceu dois defensores suecos no lado esquerdo antes de cruzar, o goleiro Jan Möller, que tinha estado perfeito até o momento, não saiu para pegar a bola e Trevor Francis cabeceou a bola e fez o gol.
Isso foi efetivamente o final da partida. Tanto Garry Birtles quanto Robertson perderam boas chances no segundo tempo, mas isso não importava, já que o Malmö não teve nenhuma chances.
Pode ter sido uma final nada notável, mas foi certamente uma história notável. Sob o comando do seu treinador, Brian Clough, o Nottingham Forest que era uma equipe relativamente pequena inglesa, conquistou o maior prêmio do futebol europeu, derrotando o Liverpool ao longo do caminho. Apenas dois anos antes, o Forest estava na Segunda Divisão Inglesa.

## Partida

### Detalhes
| 30 de Maio de 1979 | Nottingham Forest | 1 – 0 | Malmö FF | Olympiastadion, Munique                 |
|                    | Francis 45'       |       |          | Público: 68,000 Árbitro: Erich Linemayr |

| Nottingham Forest | Malmö FF |

| GK           | 1  | Peter Shilton     |
| DF           | 2  | Viv Anderson      |
| DF           | 3  | Frank Clark       |
| MF           | 4  | John McGovern (c) |
| DF           | 5  | Larry Lloyd       |
| DF           | 6  | Kenny Burns       |
| MF           | 7  | Trevor Francis    |
| MF           | 8  | Ian Bowyer        |
| FW           | 9  | Garry Birtles     |
| FW           | 10 | Tony Woodcock     |
| MF           | 11 | John Robertson    |
| Manager:     |    |                   |
| Brian Clough |    |                   |

| GK           | 1  | Jan Möller         |     |
| DF           | 2  | Roland Andersson   |     |
| DF           | 3  | Ingemar Erlandsson |     |
| DF           | 4  | Kent Jönsson       |     |
| DF           | 5  | Magnus Andersson   |     |
| MF           | 6  | Staffan Tapper (c) | 34' |
| MF           | 7  | Anders Ljungberg   |     |
| MF           | 8  | Robert Prytz       |     |
| FW           | 9  | Tommy Hansson      | 82' |
| FW           | 10 | Tore Cervin        |     |
| MF           | 11 | Jan-Olov Kinnvall  |     |
| Substitutes: |    |                    |     |
| FW           | 13 | Tommy Andersson    | 82' |
| MF           | 15 | Claes Malmberg     | 34' |
| Manager:     |    |                    |     |
| Bob Houghton |    |                    |     |